# Jaap Jongbloed
Jacob Henri (Jaap) Jongbloed (Scheveningen, 24 april 1955) is een Nederlandse televisiepresentator, werkzaam voor de AVROTROS.

## Levensloop
Jaap Jongbloed werd geboren in Scheveningen, maar groeide op in Den Helder waar hij de O.S.G. Nieuwediep doorliep. Hij studeerde rechten aan de Vrije Universiteit in Amsterdam. Hij ging snel daarna over op de televisiejournalistiek. In 1980 werd hij door Wibo van de Linde aangenomen als verslaggever van TROS Aktua. 
In 1986 presenteerde Jongbloed European Business Weekly, een Engelstalig zakenprogramma. In het seizoen 1986-1987 maakte hij reportages voor Tros Aktua Export. Hij maakte voor de TROS documentaires en specials, onder meer over Saoedi-Arabië, Polen, Pakistan, Afghaanse vluchtelingen en de ramp met de Herald of Free Enterprise. Verder was er een interview met Lech Wałęsa.
Met Astrid Joosten presenteerde hij het praatprogramma Jongbloed & Joosten, dat van 1988 tot 1990 werd uitgezonden. Jongbloed werkte hierna zijn idee uit voor een informatief programma over diverse facetten van de misdaad. Het resultaat was vanaf seizoen 1990-1991 Crime Time, in 1993 gevolgd door Deadline. In 1994 bracht het programma een special over de Centrumdemocraten, gemaakt met behulp van een verborgen camera. De uitzending leidde tot de arrestatie van Yge Graman, een vooraanstaand lid van de CD.
In 1992 werkte Jongbloed mee aan het programma Vrijdag Robinson. In 1992 en 1993 presenteerde hij tevens de serie In kort geding, aan de hand van concrete rechtszaken. 
Jongbloed investeerde vanaf juli 1996 veel tijd en energie in het programma Vermist, dat probeerde vermiste personen op te sporen. Van 2016 tot 2021 presenteerde hij het AVROTROS-programma Opgelicht?! Ook is hij presentator van de actualiteitenrubriek EenVandaag en is hij vervangend presentator bij Opsporing verzocht.  
Vanaf 2008 presenteert Jongbloed Het mooiste meisje van de klas (AVROTROS).
In 2011 deed Jongbloed samen met Tooske Ragas mee aan het televisieprogramma Lang leve de tv!. In 2015 deed Jongbloed ook mee aan het realityprogramma Expeditie Robinson in het 16e seizoen, waarin hij als vijfde afviel. In 2023 deed Jongbloed mee aan het televisieprogramma Het perfecte plaatje in Zuid-Afrika. In 2025 deed hij mee aan het programma Shaolin Heroes.

### Privé
Uit zijn eerste huwelijk heeft Jongbloed drie kinderen. In 2021 trad hij opnieuw in het huwelijk. 
Jaap Jongbloed is de halfbroer van journalist Tom Kleijn.

## Onderscheiding
In 2008 werd hij Ridder in de Orde van Oranje-Nassau.